# Perioda (periodická tabulka)

Všech sedm period v periodické tabulce (vodorovné řádky)

Perioda je vodorovná řada v periodické tabulce prvků. Značí se čísly 1 až 7 či písmeny K až Q. Jednotlivé chemické prvky jsou v periodách tabulky řazeny vzestupně podle hodnoty protonového čísla. Číslo periody udává, kolik má vrstev atom ve svém obalu (přesněji hlavní kvantové číslo valenčních orbitalů nepřechodných prvků). Svislé řady v periodické tabulce označujeme jako skupiny.

## Seznam
- 1. perioda
- 2. perioda
- 3. perioda
- 4. perioda
- 5. perioda
- 6. perioda
- 7. perioda
- 8. perioda (v rozšířené periodické tabulce)